# جينيستا خيمية
الجينيستا الخيمية (باللاتينية: Genista umbellata) نوع نباتي يتبع جنس الجينيستا من الفصيلة البقولية.

## الموئل والانتشار
موطنها مناطق المغرب العربي وإسبانيا.

## مرادفات للاسم العلمي
- (باللاتينية: Spartium umbellatum L'Hér.)